# Dick DeGuerin
Dick DeGuerin (* 16. Februar 1941 in Austin, Texas) ist ein amerikanischer Strafverteidiger. 

## Leben
DeGuerin wuchs in Austin auf, wo sein Vater Rechtsanwalt war. Er studierte bis 1963 an der University of Texas und schloss das Studium mit einem Bachelor ab. Anschließend besuchte er die School of Law der Universität und erwarb 1965 einen Bachelor of Laws. Seien berufliche Karriere begann DeGuerin im gleichen Jahr als Staatsanwalt beim Harris County District Attorney’s Office in 1965 und heuerte 1968 bei der Kanzlei Butler Binion an. Nachdem er gemeinsam mit Percy Foreman einen Fall bearbeitet hatte, gründeten die beiden Anwälte eine eigene Kanzlei, die er 1982 verließ, um mit Lewis Dickson die neue Kanzlei DeGuerin & Dickson zu gründen, die mit weiteren Partnern bis heute besteht.
DeGuerin ist außerordentlicher Professor für Strafrecht an der School of Law der University of Texas.

## Bekannte Fälle
DeGuerin verteidigte u. a. Billy Joe Shaver und David Koresh, den Anführer und Propheten der Branch Davidians. Bekannt wurde er 1994 mit der Verteidigung der US-Senatorin  Kay Bailey Hutchison, die angeklagt war, staatliche Mittel für ihren Wahlkampf missbraucht zu haben. 2005 verteidigte er den damaligen Mehrheitsführer der Republikaner im Repräsentantenhaus Tom DeLay, der wegen des Missbrauchs von Spendengeldern angeklagt war.
Zuletzt verteidigte er den Millionär Robert Alan Durst nach einem spektakulären Mordgeständnis. DeGuerin hatte Durst auch schon 2009 verteidigt, als der Millionär angeklagt war, seinen Nachbar ermordet zu haben.

## Auszeichnungen
DeGuerin ist seit 2013 Ehrenmitglied des Order of the Coif. 2004 wurde er vom National Law Journal zu einem der besten Anwälte der USA gewählt.